# Arevashat
Arevashat (in armeno Արևաշատ?, fino al 1946 Varmaziar o Varmazyar) è un comune dell'Armenia di 2 079 abitanti (2009) della provincia di Armavir.